# 萊昂·雷森
萊博·雷松（英語：Leib Lejzon），後改名為萊昂·雷森（英語：Leon Leyson，1930年9月15日—2013年1月12日），是一位猶太裔波蘭人。雷森是辛德勒名單上最年輕的工人。

## 早期生活
萊博·雷松於1930年9月15日:62出生於波蘭東北部的鄉村納瑞夫卡:17，其父名為莫里斯（Morris）。雷松是家中的第五個孩子，同時也是么子。

## 納粹攻佔波蘭
1939年，納粹攻佔波蘭，雷森當時10歲。在納粹大屠殺期間，雷森失去了兩位哥哥，其中一位薩利格被送去貝烏惹茨集中營殺害:101-103，另一位赫雪爾則於1941年8月被攻進納瑞夫卡的親衛隊機動特勤部隊殺害。雷森在納瑞夫卡的猶太親人也被德軍殺光:178-179。雷森是辛德勒名單上最年輕的工人，其編號為289號:153。雷森的父母和另一位哥哥和一位姊姊也被列入名單，存活下來。

## 餘生與逝世
2013年1月12日，雷森因T細胞淋巴癌去世:221，死於惠蒂尔的家中，享壽83歲。

## 回憶錄
- 《辛德勒名單：木箱上的男孩》（The Boy on the Wooden Box: How the Impossible Became Possible . . . on Schindler's List）

## 外部連結
- A Child On Schindler's List （页面存档备份，存于）
- An Evening with Thomas Keneally （页面存档备份，存于）
- Fullerton's Leon Leyson - Youngest Schindler Jew Interview （页面存档备份，存于）
- Huge Schindler donation kept secret for months （页面存档备份，存于）
- Leon Leyson Oral History Interview （页面存档备份，存于）